# Iva Kovač
Iva Kovač (Split, 1983.) se na suvremenoj hrvatskoj umjetničkoj sceni uvrštava u mlađu generaciju umjetnika. U svojoj umjetničkoj praksi dotiče se rodne nejednakosti, premda sebe ne smatra feminističkom umjetnicom već feministicom, te se služi feminističkim principima djelovanja kao što su subverzija, ironija i antiteza. Njima se koristi kako bi postigla određeni efekt unutar tradicije konceptualne umjetnosti. Iva Kovač je umjetnica koja je do sada ostvarila više inovativnih, interdisciplinarnih te socijalno i politički osviještenih projekata.

## Umjetnički rad
Umjetnička praksa Ive Kovač usmjerena je na performativne i konceptualne prakse te na odnos estetike i etike u izvedbu performansa (Poljubac, (Re)produkcija, Rekreacija…). Od 2010. u svojim radovima Iva Kovač se sve više usmjerava prema imaginativnim pristupima umjetnosti kroz pripovjedačku konstrukciju. (Kad sam imala 5: Donald i Kiefer Sutherland kao Paul Gaugin).

## Suradnje
Nekolicinu svojih radova i umjetničkih projekata je osmislila i realizira u suradnji s drugim umjetnicima i kulturnim djelatnicima – s Natašom Tepavčević je realizirala projekt DISTRIBUCIJA ZNANJA, a s Elvisom Krstulovićem je započela suradnju s projektom UMJETNOST&TRŽIŠTE i nastavila ju i danas pod nazivom Focus Group.
Diplomirala je na ALU u Zagrebu 2008., gdje je primila i nagradu za najbolji diplomski rad. Tijekom studija kao stipendist je pohađala kolegije na Indiana University of Pennsylvania (USA), radila je u Veneciji u Kolekciji Peggy Guggenheim i sudjelovala na radionici kod Dana Perjovschija na Ljetnoj akademiji u Salzburgu. Radila je za multimedijalnu kazališnu grupu Bacači sjenki i sudjelovala u rezidencijalnom programu SAP2009. U Republici Koreji, gdje je zajedno s Elvisom Krstulovićem organizirala seriju predavanja i postavila website. Sudionica je i kustoskog programa Svijet umjetnosti u organizaciji SCCA iz Ljubljane te je kustosica u PM galeriji u Zagrebu pri HDLU. Aktivno se bavi pisanjem za različite časopise i web portale kao i za vlastiti print-web-publikacije.

## Radovi
Prvi rad kojim je Iva Kovač započela svoje umjetničko djelovanje je video instalacija, svojevrsni "work in progress" pod nazivom Srna, aseksualni rod. Nakon njega slijede:
1. Poljubac (2005.) je video rad, odnosno kritička intervencija u tuđi performans koja služi propitivanju idejnih postavki dotičnoga rada. Kroz njega autorica pokušava govoriti o obrazovnom sustavu koji puno uspješnije prenosi informacije o formalnim aspektima rada dok se teže nosi s razumijevanjem idejnih postavki. Poljubac se manifestira kao odnos dvije ravnopravne autorske osobe te se kao ishod pojavljuju dva rada. Međuodnos između dviju autorica bio napet za vrijeme izvedbe jer intervencija nije bila isključivo simboličke prirode.
2. Citati.plakate (2007.) je javni, društveno-angažirani projekt i ujedno najreferentniji rad ove mlade umjetnice. Rad je osmišljen na način da je autorica plakatima intervenirala u ulični oglašivački prostor, objavljujući na njemu mizogine izjave velikih svjetskih mislilaca, filozofa i književnika. Cilj ovoga rada bio je izazivanje reakcije i interesa šire publike, čime je iz sfere umjetničkog prešao u društveni kontekst. To se i dogodilo kroz razne internetske forume, dnevne tiskovine itd...
3. (Re)produkcija (2008.) je performans u koji je uključena komunikacija s publikom u kojem autorica želi opovrgnuti izjavu pročitanu u fakultetskoj ispitnoj literaturi koja tvrdi kako „žene nemaju potrebu baviti se umjetnošću jer imaju sposobnost rađanja.“ Ovim konceptualnim radom u kojem su suprotstavljene dvije osnovne teze i nekoliko sporednih autorica koristi sebe i svoje moguće društvene uloge kao poprište za diskusiju. Time rad ukazuje na autoričinu društvenu osviještenost i potrebu da prenese jaku društvenu poruku. Riječ je o projektu kojem je institucionalizacija neophodna za učinkovitost. Izjavu/rečenicu iz literature „Žene nemaju potrebu baviti se umjetnošću jer imaju sposobnost rađanja“ autorica želi negirati dijeljenjem serije plakata s likom djeteta i neformalnim razgovorom s publikom o motivima rada koje, kroz institucionalizaciju rada u galeriji, preobražava u umjetničko djelo.
4. Re-kreacija (2008.) je nagrađeni diplomski rad koji se nadovezuje na radove Poljubac i (Re)produkcija, no u ovome radu autorica se koristi klasičnim slikarskim medijem i tekstom kroz koji progovara o povijesnim uvjetovanostima sudjelovanja na polju umjetnosti. U njemu se bavila temom body-arta tj. umjetnicima koji za svoj performans koriste druge ljude kao objekte s kojima ne dijele autorstvo. Verbaliziranje ideje sastavni je dio toga rada. U Rekreaciji je autorica iskoristila vizualnu dokumentaciju dostupnu u knjigama i putem interneta te ju je prebacila u drugačiji kontekst od onoga u kojem su radovi inicijalno nastali. Gledano iz perspektive konceptualne umjetnosti pojam originalnosti je time stavljen pod upitnik a radom se otvara pitanje neusklađenosti definicije umjetnosti same i načina kako je definirana izvan umjetničkog konteksta.

Osim ovih radova, Iva Kovač je tijekom svog umjetničkog djelovanja izvela i nekoliko radova u suradnji s drugim umjetnicima. Godine 2006. započela je suradnju s Elvisom Krstulovićem, performansom Kraj, a 2008. godine, u suradnji s Natašom Tepačević, realizirala je istraživačko-umjetnički projekt pod nazivom Distribucija znanja. 
Od 2009. godine Iva Kovač intenzivno nastavlja suradnju s Elvisom Krstulovićem (a od 2012. pod nazivom Fokus Grupa' http://fokusgrupa.net ') kada nastaje prvi rad pod nazivom Umjetnost & Tržište. Riječ je o umjetničkom istraživačkom projektu koji je prezentiran kao serija predavanja, tiskanih objava (izdavač Morning Media, Seoul) i objava na internetskim stranicama http://artandmarket.fokusgrupa.net 
Tijekom 2011. realizirali su prostornu instalaciju s dijaprojektorima Imagining the Artistic Frustrations by Means of the Work Der wildgevordene Spiesser Heartfield, video radove Kad budem imao 5 i Draga, oprosti što ti pišem tako kasno (work in progress). U zajedničkoj suradnji osmišljene su i realizirane dvije publikacije. U 2011. realizirana je publikacija u izdanju BLOK, Local Base For Culture pod nazivom Micropolitics Notebook. Tekstove u toj publikaciji pišu: Clare Butcher, Beata Hock, Katharina Schlieben, Nataša Petrešin-Bachelez, Corina L. Apostol i Biro za melodramatska istraživanja. U 2012. priredili su umjetničku knjigu Perfect Lovers, u izdanju Edition Taube, Stuttgart.